# Дмитряшевские Выселки
Дмитряшевские Вы́селки — упразднённая деревня Фомино-Негачёвского сельского совета Хлевенского района Липецкой области.
Деревня располагалась на берегах реки Неги между деревнями Аникеевка и Крещенские Выселки.
Было основано не позднее 1883 года . Судя по названию, первопоселенцы были выходцами из села Дмитряшевка.
В конце XX века Дмитряшевские Выселки перестали быть населенным пунктом.